# Джо Пери (снукър)
Вижте пояснителната страница за други личности с името Джо Пери.
Джо Пери (на английски: Joe Perry) е английски професионален играч на снукър.
След началото на професионалната си кариера през 1991 г. Джо Пери постепенно се изкачва в световната ранглиста и през 2002 г. влиза в топ 16. Това му дава право на участие в състезанията по снукър без предварителни квалификации.
Най-голямото постижение на Джо Пери е достигането на финал на Откритото първенство на Европа през 2001 г. Също така той достига четвъртфинал на Световното първенство през 2004 г., както и полуфинали на Британското първенство през следващите два сезона. През 2004 г. той е отстранен от Дейвид Грей, а през 2005 г. от бъдещия шампион Дин Джънхуй.

## Сезон 2009/10
| Турнир                    | Резултат | Спечелени пари | Ранкинг точки | Най-голям брейк | 100+ брейк | 50+ брейк | Брой спечелени срещи |
| ------------------------- | -------- | -------------- | ------------- | --------------- | ---------- | --------- | -------------------- |
| Шанхай мастърс 2009       |          | £              |               |                 |            |           |                      |
| Гран При 2009             |          | £              |               |                 |            |           |                      |
| Британско първенство 2009 |          | £              |               |                 |            |           |                      |
| Мастърс 2010              |          | £              |               |                 |            |           |                      |
| Първенство на Уелс 2010   |          | £              |               |                 |            |           |                      |
| Първенство на Китай 2010  |          | £              |               |                 |            |           |                      |
| Световно първенство 2010  |          | £              |               |                 |            |           |                      |
| Общо                      |          | £              |               |                 |            |           |                      |